# 2,2,4-Trimethylpentan
2,2,4-Trimethylpentan, còn được biết đến như là isooctan, là một đồng phân của octan mà tầm quan trọng của nó được nhiều người biết đến là thang điểm 100 trong chỉ số octan. Công thức hóa học là C8H18.